# 12,7 × 108 mm

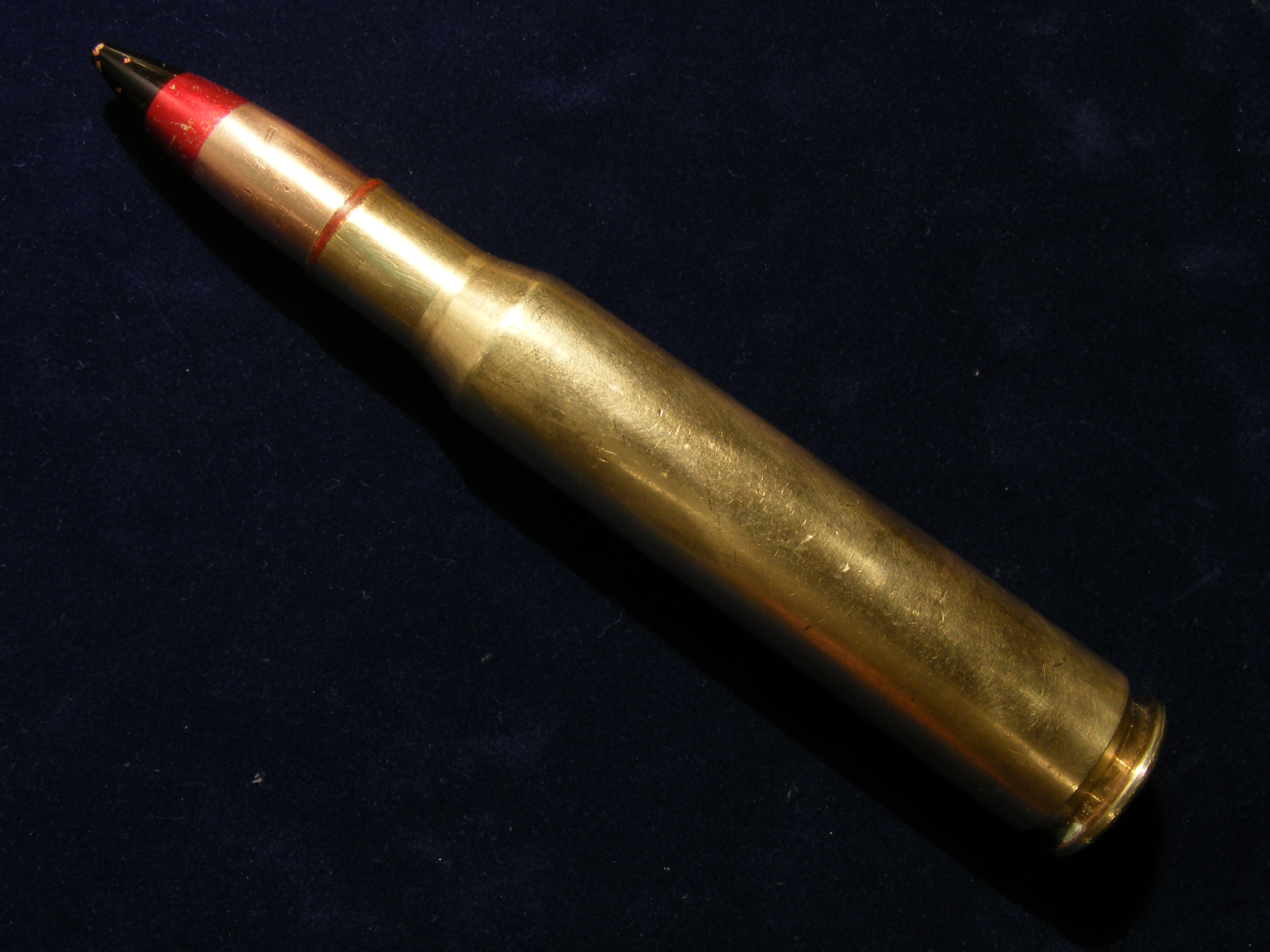
Náboj 12,7 × 108 mm

12,7 × 108 mm je náboj pro těžký kulomet a velkorážní pušku používaný v bývalém Sovětském svazu, zemích Varšavské smlouvy, v Rusku a dalších zemích.
Používá se ve stejných rolích jako náboje 12,7 × 99 mm NATO. Oba se liší ve tvaru a hmotnosti střely. Nábojnice střely 12,7 × 108 mm je o něco delší, což umožňuje nést o něco více prachu. Náboj 12,7 × 108 mm může být na bojišti použit k různým cílům jako neobrněná nebo lehce obrněná vozidla a k poškození externích pomocných zařízení (světlomety, radar, vysílače, průzory, části v motorovém prostoru) na těžce obrněných vozidlech jako jsou tanky. Náboje bývají zápalné (červené značení), průbojné (černé značení) nebo průbojně zápalné (černá a červená, viz obrázek) a mají extrémní průraznost.